# Tetziquitla
Tetziquitla är en ort i Mexiko.   Den ligger i kommunen Eloxochitlán och delstaten Puebla, i den sydöstra delen av landet, 250 km öster om huvudstaden Mexico City. Tetziquitla ligger 1 039 meter över havet och antalet invånare är 301.
Terrängen runt Tetziquitla är bergig åt nordväst, men åt sydost är den kuperad. Terrängen runt Tetziquitla sluttar österut. Runt Tetziquitla är det ganska tätbefolkat, med 100 invånare per kvadratkilometer. Närmaste större samhälle är Zongolica, 17,9 km nordväst om Tetziquitla. I omgivningarna runt Tetziquitla växer huvudsakligen savannskog.